# Johann Wilhelm Sckell
Wilhelm Sckell (* 1722 in Reckahn; † 1792 in Schwetzingen), auch Johann Wilhelm Sckell, war ein deutscher Landschaftsgärtner.

## Leben
Sckell entstammte der Maler- und Gärtnerfamilie Sckell. Er war der Sohn von Johann Georg Wilhelm Sckell und war nach seiner Ausbildung seit 1749 Hofgärtner der Fürsten von Nassau-Weilburg. 1753 kam er nach Schwetzingen, wo er ab 1757 für den Kurfürsten Karl Theodor von der Pfalz tätig war. Er war der Vater des späteren Architekten und Gartenkünstlers Friedrich Ludwig Sckell, der seine erste Ausbildung in der Garten- und Zivilbaukunst unter Leitung seines Vaters absolvierte. Sckell wurde 1762 zweiter Hofgärtner am Schloss Schwetzingen. Sein jüngerer Bruder Johann Friedrich Sckell (1725–1810) wurde zunächst sein Nachfolger bei den Fürsten von Nassau-Weilburg und 1765 Bauinspektor des Fürsten Carl Christian.